# الشهرة العلمية
العالِم المشهور هو عالِم حُظي باهتمام عام كبير، غالبًا من طريق وسائل الإعلام وفقًا لعامة الناس، يمثل المشاهير العلميون العِلم أو أحد ميادينه، غالبًا بصفة غير رسمية. في بعض الحالات، يمكن أن يكون هذا الترويج خدمة ذاتية بطبيعته، أو يمكن أن يكون بناء على طلب الحكومات، مصالح الشركات أو لتعزيز العلوم المعنية. مع كل اكتشاف علمي جديد، أصبح الكثير من الناس معروفين علنًا في مجال هذا الاكتشاف، لمساهماتهم في المعرفة، الطب، وطرق النقل. رغم أن هذا النوع من البروز الاجتماعي أصبح أكثر انتشارًا في الآونة الأخيرة تزامنًا مع ظهور ثقافة المشاهير (مجلد واسع يستهدف الحياة الشخصية للمشاهير)، ولكن هذه الظاهرة عمرها قرون مع العديد من الأمثلة على المشاهير العلميين. أصبح اهتمام وسائل الإعلام بالعلوم أكثر انتشارًا في أواخر الستينيات وأوائل السبعينيات، حين كثرت وسائل الإعلام وأعطت اهتمامًا أكبر للتقدم العلمي. كان للمشاهير العلميين دور كبير في تعميم العلوم، وكانوا يُعرفون أيضًا باسم العلماء العامين.

## أمثلة تاريخية مبكرة

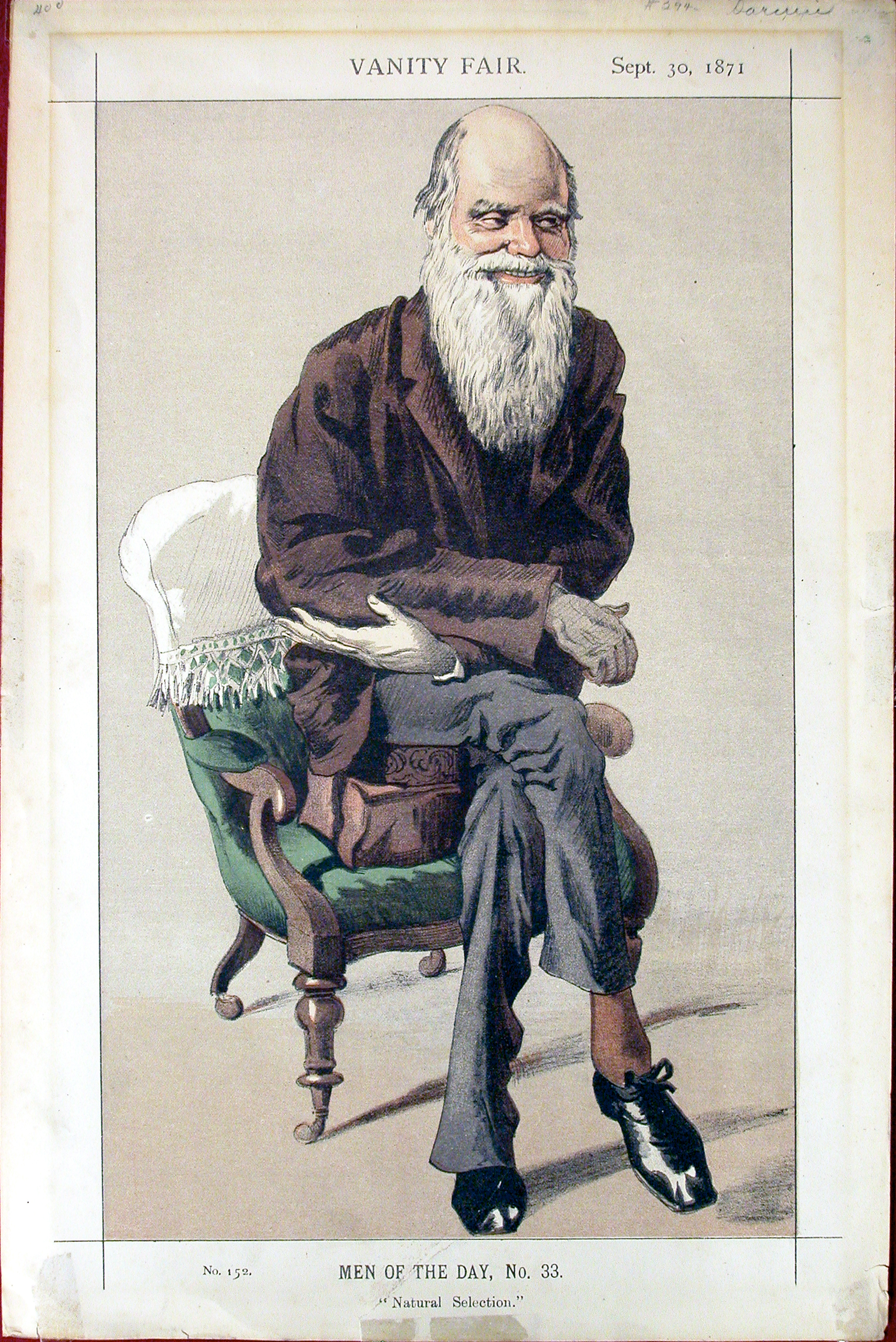
رسم لتشارلز داروين من مجلة فانيتي فير

أصبح إسحاق نيوتن معروفًا على نطاق واسع في أواخر القرن السابع عشر وأوائل القرن الثامن عشر، بعد نشر نظرياته عن الحركة في المملكة المتحدة ومعظم العالم الغربي. رغم أن نيوتن كان حريصًا على الحفاظ على سمعة طيبة، ولم يروِّج لنفسه بنشاط، فقد روَّج له آخرون، مثل الكاتب والمؤرخ الفرنسي فولتير (Voltaire). سعى تشارلز داروين وراء الشعبية بين عامة الناس بعد نشره نظرية التطور، التي تضمنت توزيع صور فوتوغرافية منتجة على نطاق واسع دعمًا له ولمشاريعه. اختار بدقة المقابلات والظهور العلني، ورد على بريده بردود مطبوعة مسبقًا. أتاح داروين إصدارات منخفضة التكلفة من كتاب (أصل الأنواع) ليقرأه عامة الناس. أصبحت التماثيل الصغيرة (Statuettes) لقرد يتأمل في جمجمة بشرية متاحة على نطاق واسع بعد صعود شهرة داروين.

### أمثلة حديثة
أصبح ألبرت أينشتاين بحلول عام 1919 مشهورًا ذائع الصيت بين عامة الناس في جميع أنحاء العالم عقب نشره عمله التاريخي نظرية النسبية العامة. وقْتَذَاك، ظهرت البيانات التجريبية لدعم نظريات أينشتاين، واستحوذت هذه الطريقة الثورية الجديدة في التفكير حول العالم المادي على اهتمام عام كبير. كتب مؤرخ العلوم أبراهام بايس: إن أينشتاين هو مبتكر أحد أفضل العلوم في كل العصور، هو نفسه صانع وسائل الإعلام، ولايزال حتى الآن شخصية عامة. يرجع صعود أينشتاين إلى مكانة المشاهير إلى نوفمبر 1919، حين أبلغت المنافذ الإخبارية الرئيسية عن الاختراقات العلمية، مثل صحيفة التايمز التي مقرها لندن، و صحيفة نيويورك تايمز . كان آينشتاين أحيانًا غير مرتاح لمكانته بوصفه مشهورًا، لأنها تهدد خصوصيته. ومع ذلك، استخدم شهرته لتعزيز القضايا الاجتماعية التي كان على يقين تام بها، مثل: الحركة الصهيونية (Zionism)، ونزع السلاح النووي (Nuclear disarmament)، والحقوق المدنية (civil rights)، واللاعنف (Pacifism).
صعد عالم الفلك فريد هويل إلى الصدارة بحلول عام 1950، وخاصةً في المملكة المتحدة. وذلك بعدما استضافته سلسلة من البرامج الإذاعية التي تبثها هيئة الإذاعة البريطانية بعنوان طبيعة الكون. كان هويل لفترة ما من بين أشهر المذيعين في المملكة المتحدة، وكانت نسخة الكتاب من بثه الإذاعي من أكثر الكتب مبيعًا.
حقق عالم الكونيات ستيفن هوكينج شهرة كبيرة في أواخر القرن العشرين وأوائل القرن الحادي والعشرين. كان هذا مبدئيًا من طريق منشوراته البحثية حول الثقوب السوداء والجوانب الأخرى لعلم الكونيات. نشر ستيفن في عام 1988 تاريخ موجز للزمن، وهو كتاب قدم نظرة ثاقبة في علم الكونيات لعامة الناس. نمت مكانة هوكينج الشهيرة بسرعة، واستمرت مشاركته في الثقافة الشعبية من طريق ظهوره في التلفزيون والإذاعة، وكتب السير الذاتية، عانى هوكينغ أحيانًا من التدقيق العام في حياته الخاصة  كونه موضوعًا لفيلم نظرية كل شيء.

#### تأثير ساجان
كان كارل ساجان باحثًا بارعًا في مجال علم الكواكب في الوقت الذي نشر فيه كتابه تنانين عدن عام 1977 حول تطور الذكاء البشري، الذي استهدف الجماهير غير العلميين. حصل ساجان من طريق هذا الكتاب على جائزة بوليتزر، وأصبح مشهورًا. قدم ساغان المسلسل التلفزيوني «الكون: رحلة شخصية» (Cosmos: A Personal Voyage) عام 1980، الذي عزز مكانته بوصفه شخصية علمية مشهورة. وصفتهُ مجلة تايم بأنه «ناشر العلوم الأكثر فعالية في أمريكا». حصل أيضًا على مكافآت مالية كبيرة لكتبه، وبرامجه التلفزيونية، وظهوره في التلفزيون. ومع ذلك، كان ساغان أيضًا أستاذًا جامعيًا في الوقت الذي حقق فيه مكانة الشُهرة أول مرة. وصف الأقران الأكاديميون النافذون ساغان على أنه من رواد العلم وليس باحثًا جديرًا.
أصبح ساغان بروفيسورًا في جامعة كورنيل، ولكنه حُرم من الخدمة الأكاديمية في جامعة هارفرد رغم إنجازاته الكبيرة بوصفه باحثًا مستقلًا. وصف المؤرخ العلمي مايكل شيرمر هذا بتأثير ساغان (Sagan Effect)، إذ ينطبق هذا النوع من الغطرسة الأكاديمية على بعض المشاهير العلميين الآخرين. التزم ستيفن جاي جولد عالِم الحفريات بالمثل بتأثير ساجان. أشارت مناقشة عام 2016 حول تأثير ساجان إلى أن التأثير كان مستمرًا في ذلك الوقت، على الرغم من أنه قد يكون في انخفاض، إذ أصبحت المؤسسات الأكاديمية أكثر انخراطًا في التوعية العامة.